# Charles Dankmeijer

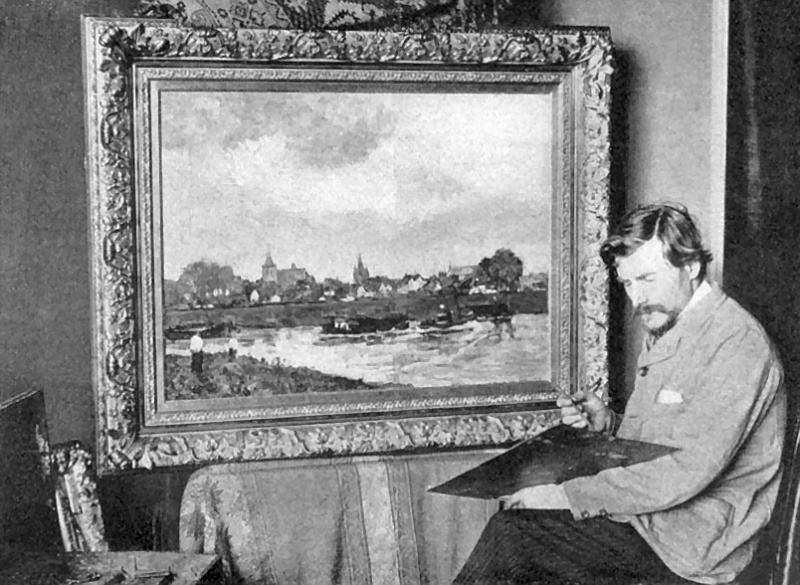
Dankmeijer in zijn atelier

Carel Bernardus (Charles) Dankmeijer (Amsterdam, 8 april 1861 – Scheveningen, 11 maart 1923) was een Nederlands kunstschilder. Hij werd vooral bekend om zijn coloristische rivier- en stadsgezichten.

## Leven
Dankmeijer volgde eerst tekenlessen bij Felix Meritis te Amsterdam. In 1881 ging hij naar Antwerpen en volgde daar cursussen onder Karel Verlat aan de Koninklijke Academie voor Schone Kunsten van Antwerpen, waar hij de "Prix d'Excellence" won. Van 1882 tot 1886 studeerde hij aan de Rijksakademie van beeldende kunsten te Amsterdam, onder August Allebé en Barend Wijnveld. Daarna ging hij werken in Laren, waar hij Anton Mauve ontmoette, die hem sterk zou beïnvloeden.
Na de dood van Mauve in 1888 trok Dankmeijer terug naar Amsterdam, waar hij trouwde met Anna Margaretha van Oven. Dankmeijer en zijn gezin zouden vervolgens met grote regelmaat van woonplaats wisselen. In 1889 vestigde hij zich in Deventer en vervolgens woonde hij opnieuw in Amsterdam, in Den Haag, Loosduinen, weer Amsterdam, Zaandam, Renkum (waar hij werkte met Théophile de Bock), Oosterbeek, Leiden, Den Haag weer en uiteindelijk Scheveningen. Daarnaast maakte hij reizen naar Vlaanderen, Frankrijk en Italië. In 1900 won Dankmeijer een medaille op de Exposition Universelle te Parijs. Hij exposeerde met veel succes in Dordrecht, Amsterdam en Den Haag.
Dankmeijer gaf les aan Martin van Waning. Hij overleed in 1923, 61 jaar oud. Zijn werk is onder andere te zien in het Gemeentemuseum Den Haag, het Kröller-Müller Museum in Otterlo en Museum Veluwezoom in Doorwerth.

## Persoon en werk
Johan Wesselink beschrijft Dankmeijer in zijn boek Schilders van de Veluwezoom (1943) als: 'Een kleine magere en bewegelijke man, met ruige wilde haren en met verf besmeurde kleding. Uit de kleuren op zijn jas kon men zijn pallet afleiden. Dankmeijer was een mens aan wie alle proza van het leven vreemd was. Alles om zich heen zag hij in kleur en bewogenheid en deze visie op mensen, natuur en voorwerpen vond weer een weerslag in zijn vaak wild impressionistische doeken'.
Aanvankelijk schilderde Dankmeijer in grijze tonen, maar al snel schakelde hij over op een coloristische stijl, met herkenbare invloeden vanuit het impressionisme. Vormen en lijnen werden door hem verwaarloosd. Als onderwerpen koos hij vooral rivier- en stadsgezichten, hoewel hij ook stillevens en portretten maakte. Water en jaargetijden zijn belangrijke thema's. In de spontaniteit, het impulsieve en het onrustige van zijn stijl, is duidelijk een romantische ondergrond herkenbaar.
'Deze zucht naar romantiek en ook naar het bizarre', schrijft Wesselink, 'beheerste ook zijn persoonlijk leven. Van enige maatschappelijke regelmaat was geen sprake. Wanneer hij ‘s avonds laat vanuit de dorpsherberg naar huis wandelde, gebeurde het regelmatig dat hij plotseling in verrukking raakte van een prachtige maannacht. Hij vergat tijd en plaats en tekende op een stuk pakpapier de prachtigste blauwe en roze wolkenluchten. Alles laaide op, stuwde voort of tuimelde ineen tot een chaotische geheimzinnigheid, waarin kleuren verzonken of opvlamden in een bruine toon, waarin reële vormen vergingen. Na zo'n studie kon hij door de dorpsstraat lopen, afwezig met zijn gedachten, als in trance. Hij zag geen mens en groette zelfs zijn vrienden niet'.

## Galerij

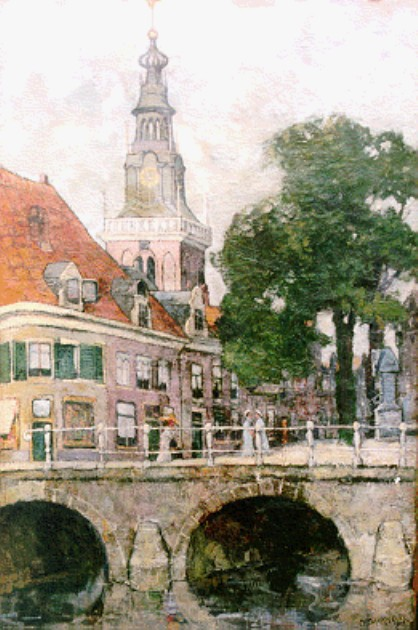
Stadsgezicht van Alkmaar
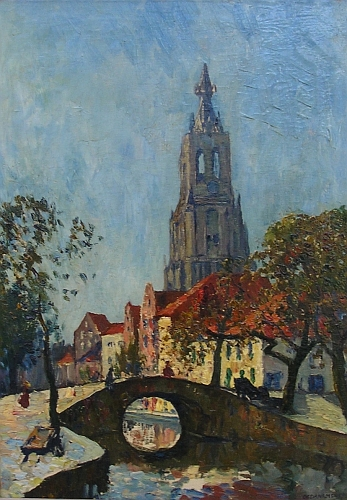
Gezicht op Delft
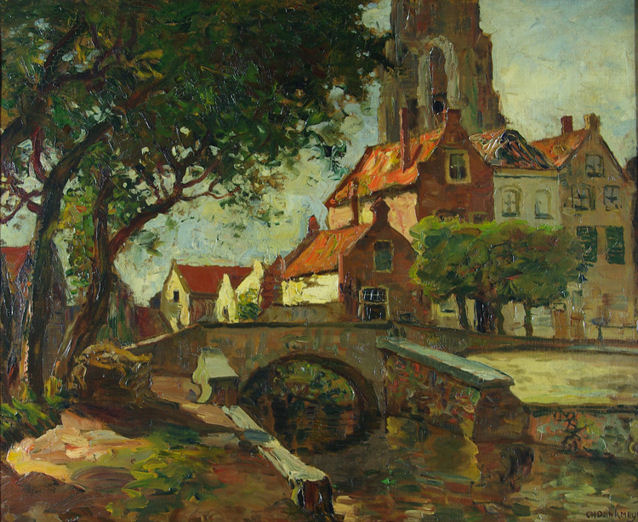
Stadsgezicht met toren en stenen bruggetje over gracht te Goedereede
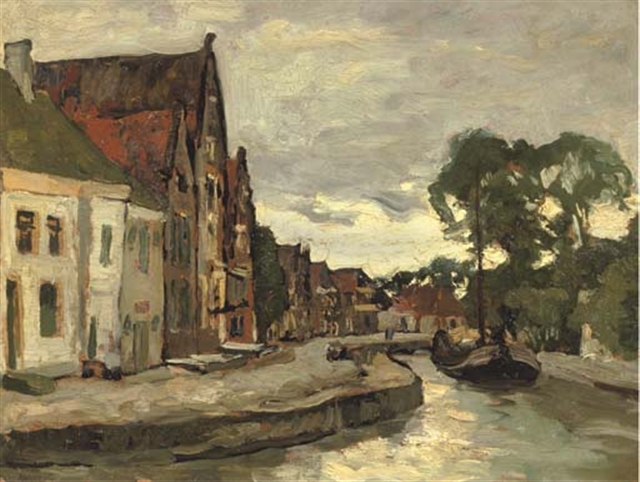
Kanaal in Hoorn
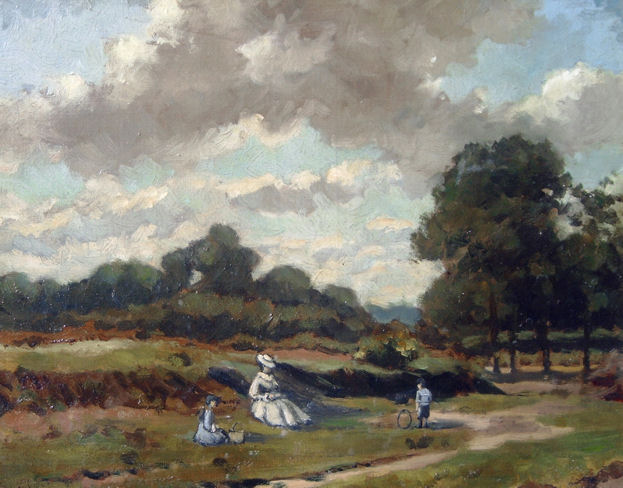
Picknick in Brabant
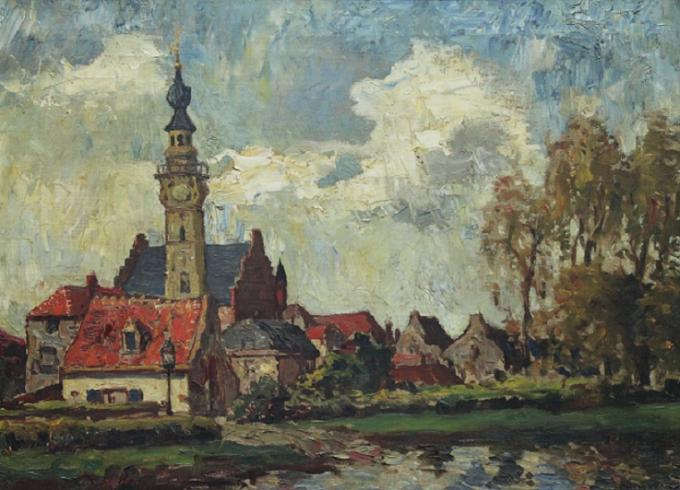
Gezicht op Veere
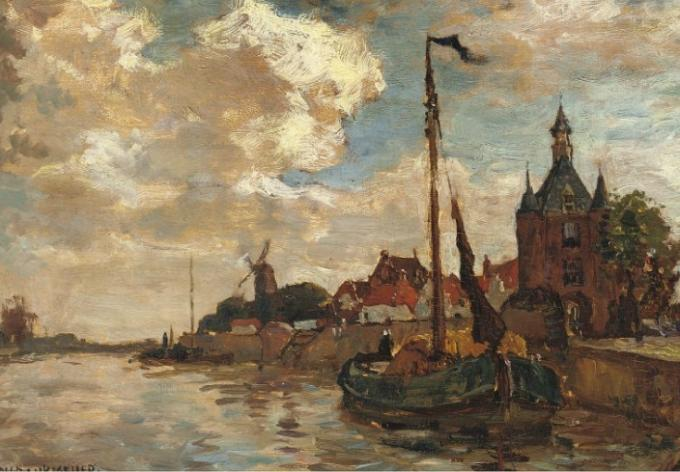
Lekpoort te Vianen
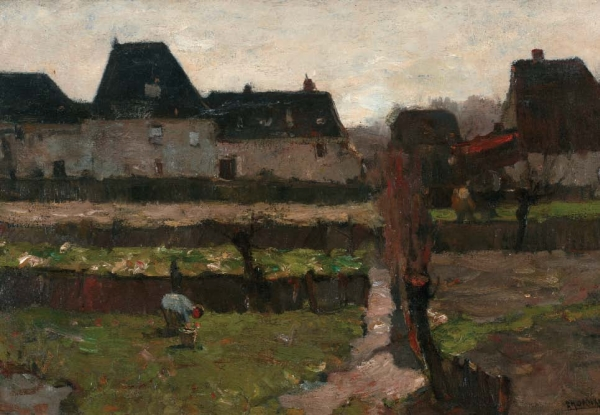
Moestuin
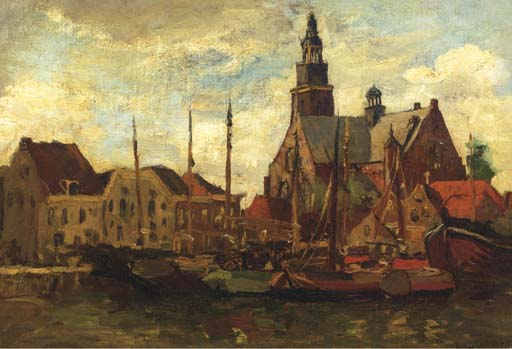
Grote kerk te Maassluis
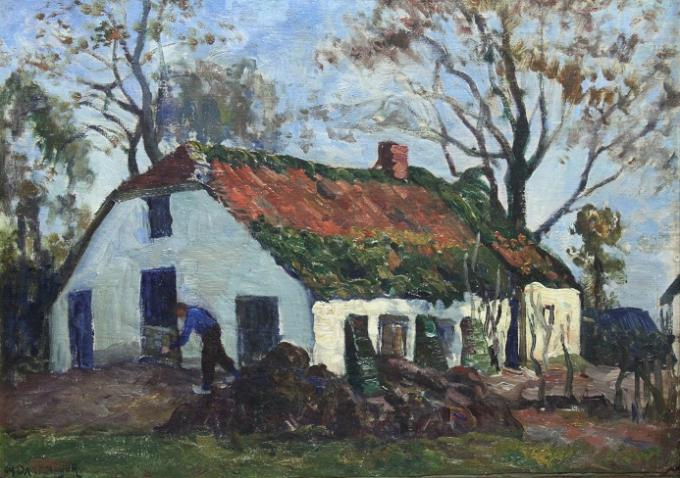
Boer op erf bij boerderij